# Kerns
Kerns este un oraș în Elveția.